# Gymnasiumstraße (Landau in der Pfalz)
Der Gymnasiumstraße ist eine Straße in Landau in der Pfalz.

## Lage
Die vergleichsweise kurze Straße befindet sich mitten innerhalb der Landauer Innenstadt. Sie mündet im Westen in die Waffenstraße, an deren westlicher Seite sich das namensgebende Otto-Hahn-Gymnasium befindet und im Osten in die Marktstraße. In östlicher Richtung wird sie von der Südseite des Rathausplatzes fortgesetzt.

## Geschichte
Die Straße entstand bereits im 13. Jahrhundert und hieß ursprünglich „Schustergasse“. Von 1797 bis Ende des 19. Jahrhunderts war in einem ihrer Gebäude eine Synagoge untergebracht. Im Zuge der Errichtung des damaligen Humanistischen Gymnasiums am westlichen Ende – bereits auf der anderen Straßenseite in der Waffenstraße und später in „Otto-Hahn-Gymnasium“ umbenannt – erhielt sie ihren gegenwärtigen Namen. Im 21. Jahrhundert wurden vor dem Haus mit der Nummer 9 außerdem zwei Stolpersteine verlegt. Während der 2020er Jahre folgte eine Umgestaltung der Straße.

## Bauwerke

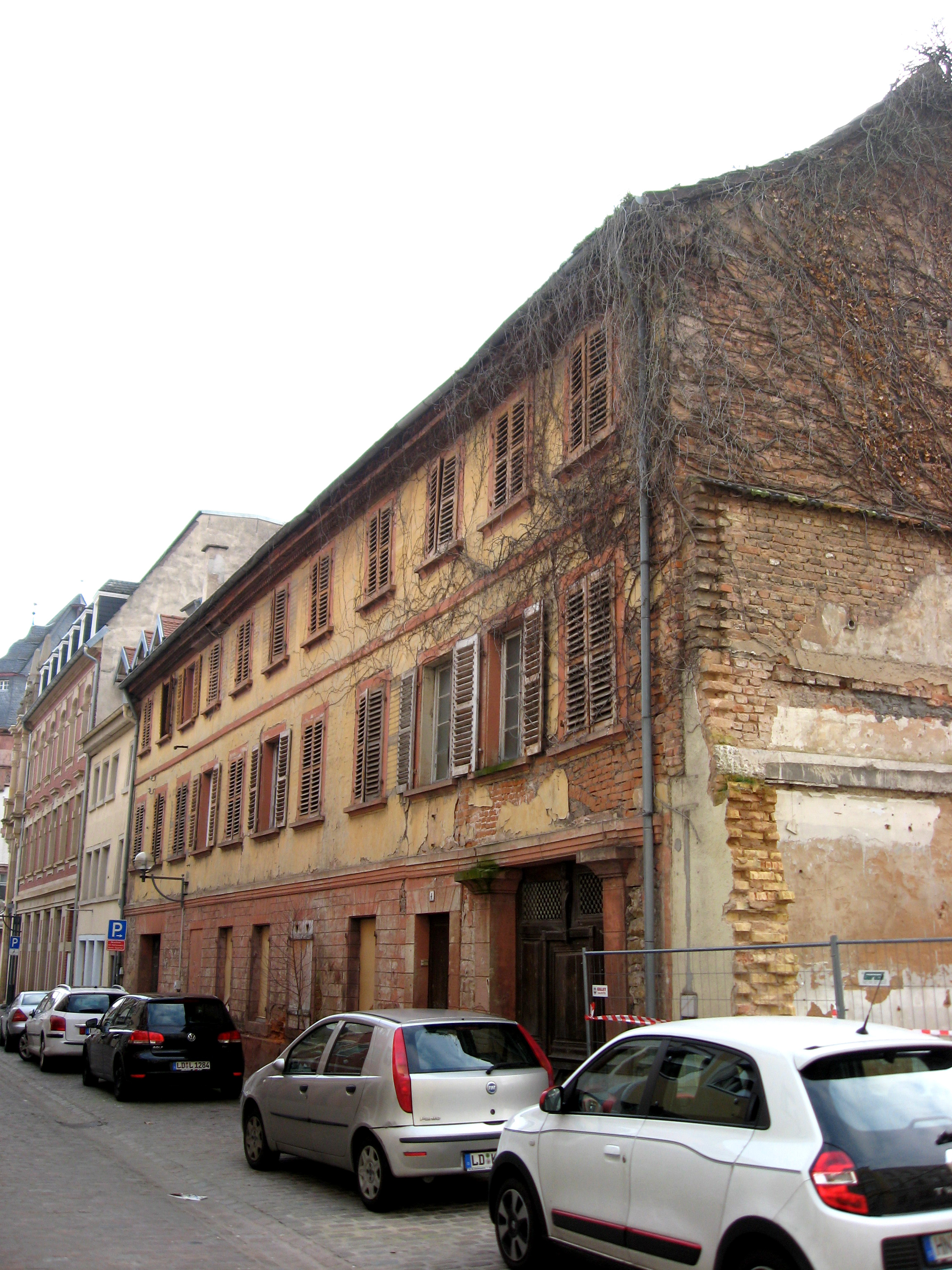
Denkmalgeschütztes Haus mit der Nummer 4

Das Haus mit der Nummer 4, das im Wesentlichen um 1800 entstand, steht unter Denkmalschutz. Es handelt sich um ein langgestrecktes dreigeschossiges klassizistisches Wohnhaus. Hinten enthält es teilweise Fachwerk. Aufgrund des maroden Zustandes wird sein Abriss in Erwägung gezogen.